# Mikołaj Witczak (lekarz)
Mikołaj Witczak (ur. 1 grudnia 1857 w Bieździadowie, zm. 20 lutego 1918 w Jastrzębiu Dolnym) – polski lekarz, zasłużony dla rozwoju uzdrowiska w Jastrzębiu-Zdroju.

## Życiorys
Pochodził z Wielkopolski. Po ukończeniu gimnazjum we Wrocławiu studiował medycynę w Berlinie i Würzburgu, gdzie w 1885 uzyskał dyplom lekarza. W Berlinie działał w Towarzystwie Naukowym Akademików Polaków (przez pewien czas mu prezesując). Po złożeniu państwowego egzaminu lekarskiego w 1886, został lekarzem zdrojowym w Jastrzębiu Dolnym (Bad Königsdorff-Jastrzemb); dziesięć lat później wykupił zdrojowisko od niemieckiego bankiera Juliusza Landau.
W ramach prac nad rozwojem uzdrowiska zainicjował budowę nowych łazienek do kąpieli borowinowych, pijalni, inhalatorium, urządzeń wodoleczniczych, założył też park, a od 1909 prowadził sanatorium górnicze. Działał w stowarzyszeniach lokalnych. W 1894 opublikował przewodnik-informator o sanatorium Sool-Bad Konigsdorf-Jastrzęb.
Z małżeństwa z Marią Anną von Adlersfeld (1861–1929) miał pięcioro dzieci, spośród których dwoje dożyło wieku dorosłego: Mikołaj i Józef, obaj zaangażowani w polski ruch narodowy na Górnym Śląsku.

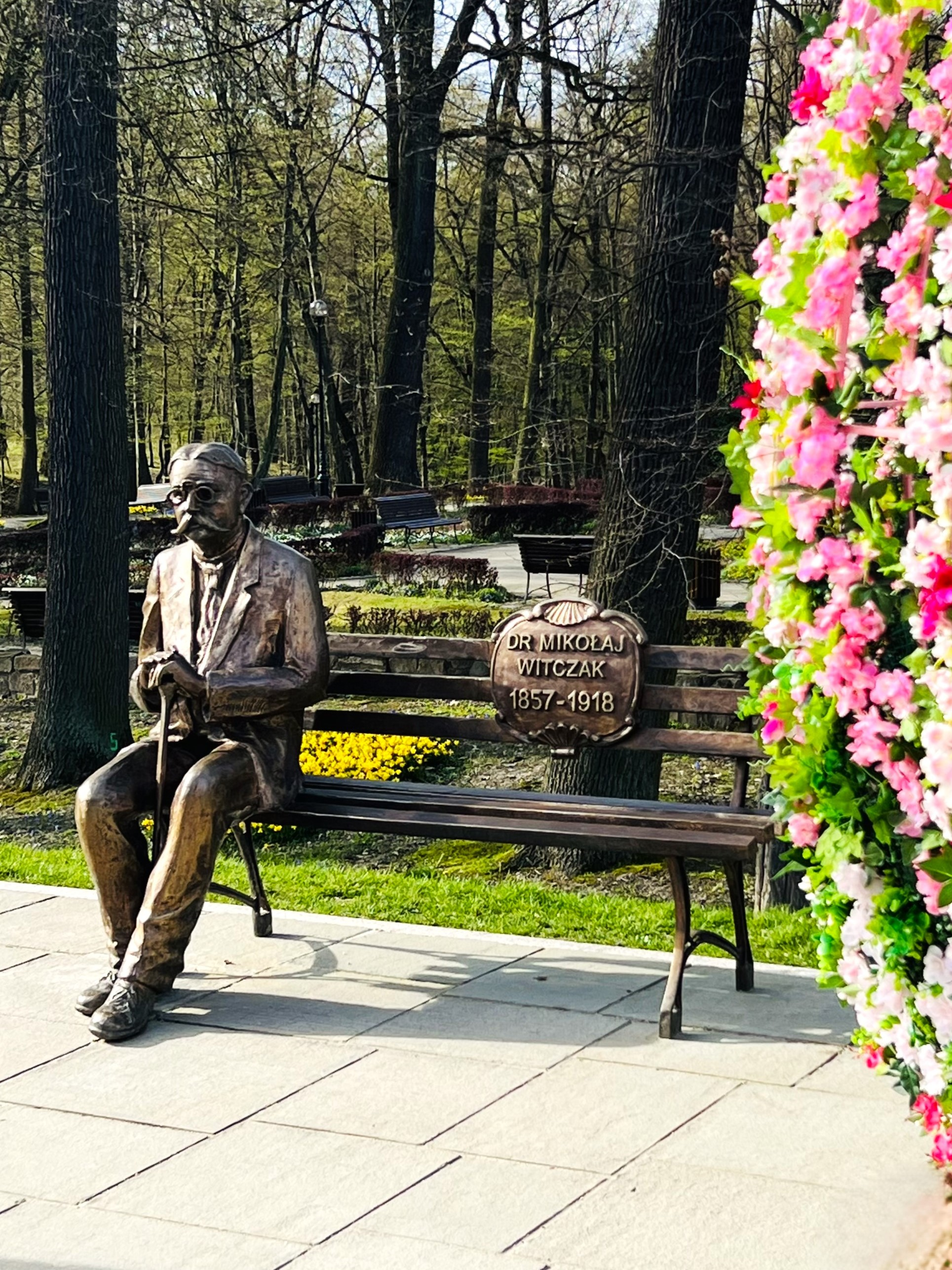
Ławeczka Mikołaja Witczaka w Jastrzębiu-Zdroju

Mikołaj Witczak senior został pochowany w rodzinnym grobowcu na cmentarzu przy Sanktuarium Opatrzności Bożej w Jastrzębiu-Zdroju.

## Upamiętnienie
Imię Mikołaja Witczaka noszą ulica i park w Jastrzębiu-Zdroju, a także jastrzębski Zespół Szkół Specjalnych nr 9. 
W 2023 na reprezentacyjnej promenadzie przy ulicy jego imienia w Jastrzębiu-Zdroju, odsłonięto pomnik w formie tzw. ławeczki, upamiętniający postać Mikołaja Witczaka. Autorem rzeźby jest Michał Batkiewicz.